# أريلد اولسن
أريلد اولسن (بالنرويجية البوكمول: Arild Olsen)‏ هو لاعب كرة قدم نرويجي في مركز الوسط، ولد في 14 يناير 1952 في مدينة بودو في النرويج. شارك مع منتخب النرويج لكرة القدم. أما مع النوادي، فقد لعب مع نادي بودو/غليمت.

## وصلات خارجية
- أريلد اولسن على موقع اتحاد النرويج (النرويجية)
- أريلد اولسن على موقع قاعدة بيانات كرة القدم.إي يو (الإنجليزية)
- أريلد اولسن على موقع عالم كرة القدم.نت (الإنجليزية)